# Фрументий (Насиос)
Митрополи́т Фруме́нтий (греч. Μητροπολίτης Φρουμέντιος, в миру Агапито́с На́сиос, греч. Αγαπητός Νάσιος; 1916, Каир — 18 марта 1981, Найроби, Кения) — епископ Александрийской православной церкви, митрополит Иринопольский, ипертим и экзарх Восточной Африки.

## Биография
Окончил богословский факультет Афинского университета.
В 1934 году рукоположён в сан диакона, в 1948 году — в сан пресвитера.
В 1951 году назначен временным военным священником при греческой жандармерии. С 1954 года — постоянный священник в звании капитана, ушёл в отставку в 1967 году в звании подполковника
13 декабря 1970 года хиротонисан в титулярного епископа Никопольского.
30 ноября 1972 года избран митрополитом Иринопольским, ипертимом и экзархом Восточной Африки.
Скончался 18 марта 1981 года в Найроби.